# Arado SD II
Arado SD II là một loại máy bay tiêm kích hai tầng cánh phát triển ở Đức trong thập niên 1920.

## Tính năng kỹ chiến thuật
Đặc điểm tổng quát
- Kíp lái: 1
- Chiều dài: 7.40 m (24 ft 4 in)
- Sải cánh: 9.90 m (32 ft 6 in)
- Chiều cao: 2.95 m (9 ft 8 in)
- Diện tích cánh: 23.0 m2 (248 ft2)
- Trọng lượng rỗng: 1.445 kg (3.186 lb)
- Trọng lượng có tải: 1.770 kg (3.900 lb)
- Powerplant: 1 × Bristol Jupiter VI, 395 kW (530 hp)

Hiệu suất bay
- Vận tốc cực đại: 235 km/h (146 mph)
- Trần bay: 6.400 m (20.997 ft)
- Vận tốc lên cao: 11,1 m/s (2.190 ft/phút)

Vũ khí trang bị
- 2 × súng máy 7,92 mm (.312 in)